# Alan Schwarz
Alan Schwarz, né le 3 juillet 1968, est un journaliste américain de presse écrite, collaborateur au New York Times depuis 2007. Il est connu pour avoir révélé les conséquences néfastes voire mortelles – encéphalopathie traumatique chronique – des collisions qu'encaissent les joueurs professionnels de football américain.